# فرویو، شهرستان اری، پنسیلوانیا
فرویو (به انگلیسی: Fairview) یک منطقهٔ مسکونی در ایالات متحده آمریکا است که در پنسیلوانیا واقع شده‌است. فرویو ۲٬۳۴۸ نفر جمعیت دارد.